# Carlos Gilly
Carlos Gilly Ortiz (* 19. November 1940 in Mora, Provinz Toledo) ist ein spanischer Historiker, der sich insbesondere mit der Geschichte der frühen Rosenkreuzer-Bewegung befasst, der Paracelsus-Schule und Alchemie.

## Leben
Carlos Gilly ist der Sohn eines Automechanikers und einer Damenschneiderin. Er besuchte in Mora die Primarschule und absolvierte danach das Seminario Conciliar in Toledo. Von 1966 bis 1971 studierte er Geschichte (unter anderem bei Werner Kaegi), Philosophie (bei Kurt Rossmann) und Spanisch (bei Germán Colón) an der Universität Basel. Von 1972 bis 1979 arbeitete er als Antiquar. 1979 erlangte er das Lizenziat mit einer Arbeit über Theodor Zwinger.
1985 promovierte er bei Hans Rudolf Guggisberg mit einer Arbeit über Spanien und den Buchdruck in Basel im 16. Jahrhundert. Dafür wurde ihm die Jakob Burckhardt-Medaille der Johann Wolfgang von Goethe-Stiftung in Basel verliehen. Von 1985 bis 2008 arbeitete er als Wissenschaftlicher Bibliothekar an der Bibliotheca Philosophica Hermetica in Amsterdam. In diesem Zusammenhang besuchte er zahlreiche Bibliotheken in Europa auf der Suche nach seltenen Manuskripten und Büchern aus dem hermetischen Umfeld und aus Alchemie, Gnostik, Magie, radikalen reformatorischen Bewegungen und Kabbala. Er organisierte dort Ausstellungen (die teilweise auch in Florenz, Venedig, Wolfenbüttel und Moskau gezeigt wurden) und gab Sammelbände heraus. 1996 habilitierte er sich an der Universität Basel (über Adam Haslmayr) und war dort bis 2004 Privatdozent für Allgemeine und Schweizergeschichte. Nach seiner Pensionierung in Basel arbeitet er weiter an der Bibliotheca Hermetica.
Er befasste sich unter anderem mit frühem Buchdruck und Verlegern in Basel im 16. Jahrhundert (wie Pietro Perna), Adam Haslmayr, Matteo Gribaldi, Heinrich Khunrath, Jacob Böhme, Baruch de Spinoza, Theodor Zwinger (für Arbeiten zu Zwinger erhielt er die Jacob-Burckhardt-Medaille der Goethe-Stiftung Basel), Johann Arndt, Paracelsus, den Rosenkreuzern (z. B. Verbindung zu Tommaso Campanella, Johann Amos Comenius, Verbindungen nach Russland, Johann Valentin Andreae), Johannes Oporinus, Guillaume Postel, Sebastian Castellio, Antonio de Nebrija (und Erasmus von Rotterdam) und Juan de Valdés (Studien zu Valdés als Übersetzer und Kommentator von Martin Luther) und der Geistesgeschichte der Hermetik.
Er war wesentlich an der Zuordnung der frühen Rosenkreuzerbewegung in den Gelehrtenkreis um Tobias Heß, Christoph Besold und Valentin Andreae in Tübingen mitgewirkt und damit ältere Theorien wie die von Frances Yates, die insbesondere Verbindungen nach England vermutete, widerlegt.
Gilly wirkte am von Albert Bruckner begründeten Katalog der datierten Handschriften in der Schweiz in lateinischer Sprache von Anfang des Mittelalters bis 1500 mit.

## Schriften
- Spanien und der Basler Buchdruck bis 1600. Ein Querschnitt durch die spanische Geistesgeschichte aus der Sicht einer europäischen Buchdruckerstadt (= Basler Beiträge zur Geschichtswissenschaft. Bd. 151). Helbing und Lichtenhahn, Basel/Frankfurt am Main 1985 (Zugleich Dissertation).
- Adam Haslmayr (1562–1631). Der erste Verkünder der Rosenkreuzer. Mit der Faksimile-Wiedergabe der „Antwort an die lobwürdige Brüderschafft der Theosophen vom RosenCreutz“ aus dem Jahre 1612 und dem Verzeichnis von Haslmayrs Werken im „Nuncius Olympicus“ von 1626. Pelikaan, Amsterdam / Frommann-Holzboog, Stuttgart 1994.
- Paracelsus in der Bibliotheca Philosophica Hermetica Amsterdam. Ausstellung zum 500. Geburtsjahr des Theophrastus Bombast von Hohenheim, Paracelsus genannt. Pelikaan, Amsterdam 1993.
- Die Manuskripte in der Bibliothek des Johannes Oporinus. Verzeichnis der nach Oporins Tod (7.7.1568) in Basel beschlagnahmten Manuskripte und Druckvorlagen mit ausführlicher Beschreibung der heute noch vorhandenen Exemplare (= Schriften der Universitätsbibliothek Basel. Bd. 3). Schwabe, Basel 2001.

Herausgeberschaften (mit eigenen Beiträgen):
- Johann Valentin Andreae. Die Manifeste der Rosenkreuzerbruderschaft 1586–1986, Katalog einer Ausstellung der Bibliotheca Philosophica Hermetica (= Hermes. Bd. 3). Pelikaan, Amsterdam 1986.
- 500 Years of Gnosis in Europe / 500 let gnostica v Evrope. Exhibition of printed Books and Manuscripts from the Gnostic Tradition Moscow & St Petersburg, Organized by Bibliotheca Philosophica Hermetica / M. I. Rudomino Russian State Library for Foreign Literature. Pelikaan, Amsterdam 1993.
- mit Sebastiano Gentile: Marsilio Ficino e il ritorno di Ermete Trismegisto / Marsilio Ficino and the return of Hermes Trismegistus. Centro Di, Florenz 1999/2001.
- Cimelia Rhodostaurotica. Die Rosenkreuzer im Spiegel der zwischen 1610 und 1660 entstandenen Handschriften und Drucke. Ausstellung der Bibliotheca Philosophica Hermetica Amsterdam und der Herzog August Bibliothek Wolfenbüttel. Pelikaan, Amsterdam 1995.
- mit Friedrich Niewöhner: Rosenkreuz als europäisches Phänomen im 17. Jahrhundert. Akten zum 35. Wolfenbütteler Symposium. Pelikaan, Amsterdam / Frommann-Holzboog, Stuttgart 2001.
  - Darin von Carlos Gilly: Die Rosenkreuzer als europäisches Phänomen im 17. Jahrhundert und die verschlungenen Pfade der Forschung. S. 19–56; Campanella and the Rosicrucians. S. 190–211; Abraham von Franckenberg und die Rosenkreuzer. Zur Datierung der Tabula Universalis Theosophica Mystica et Cabalistica von 1623. S. 212–233; Der „Löwe von Mitternacht“, der „Adler“ und der „Endchrist“: Die politische, religiöse und chiliastische Publizistik in den Flugschriften, illustrierten Flugblättern und Volksliedern der Dreissigjährigen Krieges. S. 234–266.
- mit Cis van Heertum: Magia, alchimia, scienza dal '400 al '700: L’influsso di Ermete Trismegisto / Magic, alchemy and science 15th–18th centuries: The influence of Hermes Trismegistus (= Biblioteca Nazionale Marciana – Bibliotheca Philosophica Hermetica). 2 Bände. Centro Di, Florenz 2002.

Aufsätze:
- Zwischen Erfahrung und Spekulation: Theodor Zwinger und die religiöse und kulturelle Krise seiner Zeit. In: Basler Zeitschrift für Geschichte und Altertumskunde 77 (1977), S. 57–137; 79 (1979), S. 125–233 (Digitalisate: Teil 1; PDF; 9,3 MB; Teil 2; PDF; 10,2 MB)
- Vom ägyptischen Hermes zum Trismegistus Germanus. Wandlungen des Hermetismus in der paracelsistischen und rosenkreuzerischen Literatur. In: Peter-André Alt, Volkhard Wels  (Hrsg.): Konzepte des Hermetismus in der Literatur der Frühen Neuzeit. Vandenhoeck und Ruprecht, Göttingen 2010, S. 71–132.
- Das Bekenntnis zur Gnosis von Paracelsus bis auf die Schüler Jacob Böhmes. In: Roelof van den Broek, Cis van Heertum (Hrsg.): From Poemandres to Jacob Böhme. Gnosis, Hermetism and the Christian Tradition. Pelikaan, Amsterdam 2000, 385–425.

Er arbeitet an der auf 6 Bände angelegten Bibliographia Rosicruciana. Das europäische Schrifttum zu den Rosenkreuzern des 17. und 18. Jahrhunderts (Pelikaan, Amsterdam).